# علي إبراهيم عبد العال
علي إبراهيم عبد العال (ولد في 1918 في البلاد القديم، البحرين - توفي في 27 فبراير 2014 في البلاد القديم، البحرين) رجل أعمال ومعلم وسياسي بحريني.

## النشأة والتعليم
ولد عبد العال في العام 1918 في قرية البلاد القديم جنوب غرب العاصمة البحرينية المنامة.
التحق بالمدرسة المباركية العلوية (مدرسة الخميس الإبتدائية للبنين حاليا) في العام 1924. بعد التخرج في العام 1930 تتلمذ على يد عبد الله محمد صالح الشيخ ومحمد علي حميدان في المنامة.

## المسيرة المهنية
التحق بالعمل في شركة نفط البحرين (بابكو) حتى الخمسينات. التحق بدائرة المعارف مدرسا في مدرسة سترة ثم مدرسة المباركية العلوية.
تفرغ بعدها للعمل الحر وأنشأ ثاني محطة بترول بالبحرين في منتصف الخمسينات كما أنشأ ثاني محطة توزيع للغاز في البحرين في عام 1971. ساهمت شركاته في إنشاء مشاريع متعددة مهمة في البنية التحتية بالبحرين منها جامعة البحرين ورصف العديد من شوارع البحرين وشبكة توزيع تقوية الكهرباء وجسر الملك فهد وكان مقاول رئيسي لإنشاء قاعدة الشيخ عيسى الجوية في العام 1988.
كان مشارك بارز في الشأن العام حيث عينته الحكومة مسئول عن توزيع المؤن (التموين) على أهالي البلاد القديم خلال وبعد الحرب العالمية الثانية كما كان عضو في المجلس البلدي في الستينات ثم عضو في المجلس التأسيسي في عام 1972 والمجلس الوطني في عام 1973.
عبد العال من مؤسسي ومن أوائل أعضاء مجلس إدارة العديد من المؤسسات الاقتصادية مثل: شركة البحرين لهندسة وإصلاح السفن في العام 1962 وشركة استيراد الاستثمارية في العام 1973 وعضو اللجنة التأسيسية في هيئة التأمينات الاجتماعية في العام 1975 والبنك الأهلي التجاري في العام 1977 وغرفة تجارة وصناعة البحرين ونادي البحرين للفروسية والمدرسة الهندية ومدرسة البيان في العام 1982.
له دور بارز ورئيسي في تعجيل قرار الحكومة بتزويد منطقة بلاد القديم بالماء والكهرباء والدور الرئيسي في تطوير وبناء مدرسة الخميس. كذلك هو المؤسس الرئيسي لنادي الخميس (نادي الاتحاد حاليا) في العام 1952 والمؤسس الرئيسي لمأتم أنصار الحسين في البلاد القديم في العام 1971. استثمر عبد العال علاقاته المتميزة مع القيادة السياسية في إبراز احتياجات منطقته وكان آخرها قبل وفاته بفترة وجيزة وهو إبراز حاجة المنطقة لمشروع إسكاني لتلبية حاجات أبناء منطقته الإسكانية.

## الوفاة
توفي عبد العال يوم الخميس الموافق 27 فبراير 2014 وشيع إلى مثواه الأخيرة في مقبرة أبو عنبرة في البلاد القديم.